# Mészáros Amand
Mészáros Amand (Veszprém, 1840. szeptember 13. – Zirc, 1919. augusztus 17.) zirci és ciszterci rendi áldozópap, pedagógus.

## Élete
1858. szeptember 17-én lépett a rendbe és 1865. augusztus 22-én szentelték pappá. 1863-tól 1881-ig főgimnáziumi tanár volt Székesfehérvárott, ahol nagy szerepet játszott az Önképzőkör felvirágoztatásában. 1881-től 1885-ig apáti titkár Zircen, 1885-86-ban alperjel, 1886-87-ben perjel ugyanott, 1887-88-ban jószágkormányzói segéd Előszálláson, 1888-tól 1891-ig főgimnáziumi tanár Pécsett a ciszterci gimnáziumban, majd 1891-től lelkész Előszálláson.
Cikke a székesfejérvári főgymnasium Értesítőjében (1877. A népdalköltészetről és a növényország szerepléséről a magyar népdalokban), költeménye az Ország-Világban (1898).

## Munkái
- Emlékezés Vörösmarty Mihály koszorús költőnkre. Midőn a dicsőnek tiszteletére Székes-Fejérvárt fölállított emlékszobor 1866-ik évi május hó 6-án ünnepélyesen lelepleztetett. A nagy költő iránti hálás kegyelet jeléül a zircz-czisterczi rendűek fejérvári székháza. Székes-Fejérvár. (Költemény).
- A szónoklattan alaprajza. Tanodai s magánhasználatra. Uo. 1870.
- Emlékkoszorú, melyet nagyságos és főtisztelendő Rezutsek Antal úrnak, a bold. Szűzről czímzett zirc-, pilis- és pásztói egyesült apátságok apátjának .. a zirc-ciszterci rend székes-fehérvári új főgymnasiuma felavatása emlékünnepén tisztelettel nyujt ... Uo. 1875. okt. 3. (Költ.).
- Emlék, melyet mélt. és főt. Dulánszky Nándor úrnak, székesfehérvári megyés püspöknek ... püspöki székébe való iktatása alkalmával 1875. decz. 14. tisztelettel nyujt a zirc-czisterci rend székesfehérvári társháza. Uo. (Költ.).
- Deák Ferencz emlékezete. (Székesfehérvárott 1876. máj. 10.). Uo. (Költ.).
- Emlék-koszorú, melyet főt. s tudós Gerlach Benjamin úrnak, zirc-ciszterci rendű áldozár, a székesfehérvári rendház főnöke, s a főgymnasium koronás arany érdemkeresztes igazgató tanárának őszinte tisztelete jeléül ajánl ... Székesfehérvárott, 1878. ápril. 28. Uo. (Költ.).
- Örömdal, melyet mélt. és főt. Pauer János úrnak, székesfehérvári megyés püspöknek ... 1879. ápril 24. történt püspöki székébe való iktatása alkalmával hódoló tisztelettel ajánl a zirc-ciszterci rend székesfehérvári társháza. Uo.
- Emlékkoszorú, melyet nagys. és főt. Supka Jeromos úrnak, a bold. Szűzről czímzett zirc-, pilis-, pásztó- és szentgothardi egyesült apátságok apátjának 1879. nov. 10. tartott apáti székébe iktatása ünnepélyén fiúi hódolattal és szeretettel nyujt a zirci-cziszterci rend székesfehérvári társháza. Uo. (Költ.).
- Babér-koszorú, melyet főt. és tudós Liszy Lajos úrnak, zirc-ciszt. rendű áldozár- s főgymnasiumi tanárnak 1879. november 11. baráti szeretettel nyujtanak székesfehérvári rendtársai. Uo. (Költ.).
- Örömdal, melyet mélt. és főt. báró Hornig Károly úrnak, hittudor-, Veszprém egyházmegyei fölszentelt püspökének 1888. szept. 8-án ünnepélyes beiktatása alkalmával mély tisztelete s hódolata jeléül ajánl a zirc-ciszterci rend. Bpest, 1888.
- Emlék. Pécs, 1889. okt. 17. Pécs. (Költemény Zsinkó István dr. kanonok tiszteletére).
- Cyprus-ág melyet III. Béla magyar király ravatalára örök hálája s kegyeletes hódolata jeléül tesz a magyar cisztercita rend 1898. Bpest, 1898. (Költ.).